# Политика «Трёх красных знамён»
Политика «Трёх красных знамён» (кит. 三面红旗) — программа Коммунистической партии Китая конца 1950-х годов, которая была направлена на достижение цели ускоренного построения социалистического государства. Курс «Трёх красных знамён» (или иначе, «Трёх красных флагов») включал в себя новую генеральную линию, нацеленную на социалистическое строительство, Большой скачок и народные коммуны.
В первые годы после образования Китайской Народной Республики Мао Цзэдун поставил задачу обеспечить переход китайского общества к коммунизму в кратчайшие сроки путём создания условий, способствующих достижению беспрецедентного уровня экономической эффективности. Для реализации данного замысла на Второй сессии VIII съезда КПК в 1958 году был представлен курс «Трёх красных знамён», в рамках которого предполагалось проведение политики в трёх направлениях:
1. Новая генеральная линия партии[кит.], которая заложила фундамент политики маоизма. Генеральная линия побуждала китайский народ «изо всех сил стремиться к высотам и строить социализм с большими, более быстрыми, лучшими и более экономичными результатами»[2].
2. Образование народных коммун[англ.]. К концу 1958 года почти все китайские крестьяне были объединены в коммуны, в каждой из которых было в среднем по 5 000 дворов. Основной принцип организации народных коммун заключался в радикальном обобществлении жизни членов коммун (от экономических аспектов — изъятие частной собственности, ликвидация приусадебных участков, распределение по труду — до бытовых сторон жизни, связанных с вопросами снабжения и питания). Коммуны просуществовали до их ликвидации в начале 1980-х годов при Дэн Сяопине.
3. Программа Большого скачка, реализация которого началась в 1958 году, была направлена на осуществление быстрой модернизации за счёт использования огромных трудовых ресурсов Китая в сельскохозяйственных и промышленных проектах. Однако вместо этого «Большой скачок» привёл к экономической разрухе и десяткам миллионов смертей от голода, а потому к началу 1962 года от программы в целом отказались[4].